# جی‌کی‌ان
جی‌کی‌ان (به انگلیسی: GKN) شرکت بریتانیایی تولیدکننده قطعات صنعت خودروسازی و تجهیزات مورد نیاز صنایع هوافضایی می‌باشد.
شرکت جی‌کی‌ان در سال ۱۷۵۹ توسط توماس لیوایز و ایزاک ویلکینسون تأسیس شد. دفتر مرکزی این شرکت در شهر ردیچ، ووسترشر، بریتانیا قرار دارد و بخشی از سهام آن در بازار بورس لندن معامله می‌شود.